# Dendrobium macropodum
Dendrobium macropodum är en orkidéart som beskrevs av Joseph Dalton Hooker. Dendrobium macropodum ingår i släktet Dendrobium, och familjen orkidéer. Inga underarter finns listade i Catalogue of Life.